# Zeitgeist: The Movie
Pour les articles homonymes, voir Zeitgeist (homonymie).
Série
Zeitgeist: Addendum
(2008)
Pour plus de détails, voir Fiche technique et Distribution.
Zeitgeist: The Movie est un film documentaire américain diffusé sous licence de libre diffusion réalisé en 2007 par Peter Joseph. Le documentaire dénonce la création de mythes en reprenant notamment certaines théories du complot comme la thèse mythiste, des théories du complot à propos des attentats du 11 septembre 2001 et en soutenant que les banquiers manipulent le système monétaire international et les médias afin de consolider leur pouvoir.
Le film a été gratuitement mis en ligne  le 18 juin 2007 sur zeitgeistmovie.com

## Contenu
Le mot Zeitgeist est une expression allemande qui veut dire « esprit du temps », en faisant allusion à l'expérience du climat culturel dominant.
Le site web officiel déclare que Zeitgeist, The Movie et sa suite Zeitgeist : Addendum ont été créés sans but lucratif pour communiquer les conclusions des auteurs. Peter Joseph utilise des appuis historiques et modernes afin de montrer que ses conclusions sont censurées par les institutions sociales actuelles dominantes.
Le film se veut une déconstruction méthodique de trois grands événements ou mythes qui présideraient au fonctionnement des sociétés occidentales : 
- Partie I : The Greatest Story Ever Told (La plus belle histoire de tous les temps), les similitudes entre le christianisme, les religions païennes et les Dieux égyptiens discréditent (selon le réalisateur) le message du Christ. Le travail d'Acharya S (en) (auteur du livre The Christ Conspiracy: The Greatest Story Ever Sold) a été largement repris dans cette partie du film[2]. Cette première partie du film a donné lieu à une remise en cause par le Dr. Christopher Forbes, maître de conférences en Histoire Antique à l'Université Macquarie, puis à une démonstration par Acharya S dans un article web détaillé[3].
- Partie II : All The World's A Stage (le monde est une mise en scène), reprend les théories du complot à propos des attentats du 11 septembre 2001.
- Partie III : Don't Mind The Men Behind the Curtain (ne faites pas attention aux hommes en coulisses), l'histoire de la création de la banque centrale américaine et ses liens présumés avec les cartels financiers.

## Fiche technique
- Réalisation : Peter Joseph
- Scénario : Peter Joseph
- Production : Peter Joseph Recordsone
- Société de production : GMP & Zeitgeist Films
- Société de distribution : GMP & Zeitgeist Films
- Langue : anglais

## Récompenses et nominations
- 4th Annual Artivist Film Festival and Artivist Awards, (Meilleur documentaire 2007)[4]
- Zeitgeist: Addendum, la suite, a reçu la même récompense en 2008[4].

## Critiques
Un article publié dans le journal The Stranger décrit la vidéo comme reposant seulement sur des indices anecdotiques. D'autres l'ont critiqué pour son utilisation de citations, d'extrait de voix et de vidéos sans citer la source ni la date ou des extraits de livres sans donner la référence,,.

## Suites

### Zeitgeist: Addendum
Depuis début décembre 2008, la suite du documentaire, intitulée Zeitgeist: Addendum, tente de cerner les causes principales d'une supposée corruption sociale envahissante, et d'offrir une solution. Cette dite solution n’est pas basée sur la politique, la moralité, les lois, ni aucune autre constitution, mais plutôt sur une compréhension moderne et non-superstitieuse de ce que l’on est de notre lien à la nature, de laquelle nous faisons partie. Cette œuvre préconise un nouveau système social adapté à la connaissance moderne, hautement influencé par le travail de Jacque Fresco et du Venus Project.
Le film est disponible sur Internet gratuitement et propose un système alternatif à la société actuelle.

### Zeitgeist: Moving Forward
Zeitgeist: Moving Forward (Aller de l’avant), a été lancé gratuitement sur internet le 26 janvier 2011. Ce troisième film documentaire développe l'idée d'une transition afin d'abandonner l'actuel paradigme socio-économique qui dirige l'ensemble des sociétés du monde.